# تشاندراغبت موريا
تشاندراغبت موريا (Chandragupta Maurya) ((بالسنسكريتية: चन्द्रगुप्त मौर्यः)‏)، (ولد في حوالي 340 قبل الميلاد، تولى الحكم عام 320 قبل الميلاد، حتى 298 قبل الميلاد) هو مؤسس الإمبراطورية الماورية. حقق تشاندراجوبتا نجاحًا ساحقًا بانتصاره على جميع البلدان الواقعة في شبه قارة الهند وتوحيدها تحت حكمه، لذلك يُعد أول إمبراطور مؤسس لمملكة موحدة في الهند والإمبراطور الحقيقي لها. كما يُعرف في اللغة اليونانية واللاتينية بأسماء أخرى مثل ساندروكيبتوس (Sandrokyptos) (Σανδρόκυπτος)، ساندروكوتس (Σανδρόκοττος) أو أندروكوتس (Androcottus).
قَبْلَ ما قام به تشاندراجوبتا من توحيد للقوى، وقعت منطقة شمال شرق شبه القارة تحت سيطرة ممالك إقليمية صغيرة، كما سيطرت أسرة ناندا على الحوض الأوسط والسفلي من نهر الغانغ. مع انتصاره في العديد من الفتوحات والغزوات، اتسعت أرجاء الإمبراطورية في عهده حيث امتدت أراضيها لتشمل البنغال وأسام شرقًا، ومناطق أخرى في جنوب شرق أفغانستان وبلوشستان، إيران غربًا، كشمير ونيبال شمالًا حتى تصل إلى هضبة الدكن جنوبًا.
يُقال إنه تخلى عن عرشه حتى يتبع الديانة الجاينية ويصبح ديجامبر (Digambara)؛ راهبًا زاهدًا (جاين مونك) (Jain monk) متبعًا ومؤمنًا بمنهج الزهد والتقشف في الحياة، فترك الجوع ينال من جسمه حتى الموت. وفي عام 298 قبل الميلاد، خلفه في الحكم ابنه ابنه (Bindusara).
يظل ما حققه تشاندراجوبتا وما قدمه من إنجازات للإمبراطورية الماروية، بدايةً من انتصاره على ساتراب مملكة مقدونيا في شمال غرب البلاد، قَهْره لإمبراطورية ناندا، تحالفه مع سلوقس الأول نيكاتور وإنشائه حكومة مركزية قوية ذات كفاءة لتكون مسئولة عن كافة أرجاء شبه قارة الهند من أكثر الأحداث أهمية، شعبية، احتفالًا وتخليدًا في تاريخ الهند. حتى بعد مرور أكثر من 2000 عام، ظل تشاندراجوبتا وإنجازاته يُعد أسطورة من أساطير تاريخ الهند.